# Nipponomyia kuwanai
Nipponomyia kuwanai là một loài ruồi trong họ Pediciidae. Chúng phân bố ở vùng sinh thái Palearctic.